# Breda Ba.88

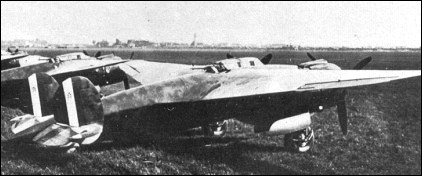

Breda Ba.88 Lince (tiếng Ý: linh miêu) là một loại máy bay cường kích trang bị cho Regia Aeronautica (không quân Italy) trong Chiến tranh thế giới II. Thiết kế hợp lý và càng đáp thu vào được là các kỹ thuật tiên tiến vào thời điểm này, sau khi ra mắt năm 1937, Ba.88 đã thiết lập các kỷ lục tốc độ thế giới. Tuy nhiên, khi các thiết bị quân sự được lắp đặt trên các mẫu máy bay sản xuất, vấn đề về sự bất ổn đã xuất hiện và hiệu suất chung của máy bay đã giảm đi. Do vậy mà sự nghiệp của Ba.88 cũng rất ngắn ngủi, các khung thân còn lại của Ba.88 được dùng làm các mục tiêu giả trên sân bay để đánh lừa trinh sát đối phương. Có lẽ đây là sự thất bại đáng chú ý nhất của bất kỳ máy bay hoạt động trong Chiến tranh thế giới II.

## Biến thể
Ba 88Lince
Phiên bản sản xuất của loại cường kích/trinh sát.
Ba 88M
3 chiếc sửa đổi làm máy bay cường kích chuyên nhiệm với động cơ Fiat A.774.

## Quốc gia sử dụng
ÝRegia Aeronautica

## Tính năng kỹ chiến thuật (Ba.88)[3]

### Đặc điểm riêng
- Tổ lái: 2
- Chiều dài: 10,79 m (35 ft 5 in)
- Sải cánh: 15,6 m (51 ft 2 in)
- Chiều cao: 3,1 m (10 ft 2 in)
- Diện tích cánh: 33,34 m2 (358,9 sq ft)
- Trọng lượng rỗng: 4.650 kg (10.251 lb)
- Trọng lượng cất cánh tối đa: 6.750 kg (14.881 lb)
- Động cơ: 2 × Piaggio P.XI RC.40 Stella, 746 kW (1.000 hp) mỗi chiếc

### Hiệu suất bay
- Vận tốc cực đại: 490 km/h (304 mph; 265 kn)
- Tầm bay: 1.640 km (1.019 mi; 886 nmi)
- Trần bay: 8.000 m (26.247 ft)

### Vũ khí
- 3 khẩu Breda-SAFAT 12,7 mm (0.500 in)
- Mang được tới 1.000 kg (2.205 lb) bom trong thân